# Parapallene australiensis
Parapallene australiensis är en havsspindelart som beskrevs av Hoek, P.P.C. 1881. Parapallene australiensis ingår i släktet Parapallene och familjen Callipallenidae. Inga underarter finns listade i Catalogue of Life.